# Depot von Mladé
Das Depot von Mladé (auch Hortfund von Mladé) ist ein Depotfund der frühbronzezeitlichen Aunjetitzer Kultur aus Mladé, einem Stadtteil von Budweis im Jihočeský kraj, Tschechien. Es datiert in die Zeit zwischen 2000 und 1800 v. Chr. Das Depot befindet sich im Südböhmischen Museum in Budweis.

## Fundgeschichte
Das Depot wurde 1955 in einer Sandgrube entdeckt. Aus dem Stadtgebiet von Budweis sind noch drei weitere Depots der Aunjetitzer Kultur bekannt: das Depot von Budweis, das Depot von Nové Vráto und das Depot von Suché Vrbné.

## Zusammensetzung
Das Depot besteht aus neun bronzenen Ösenhalsringen. Die Ringe haben einen kreisrunden Querschnitt und verdünnte Enden. Ihre Oberfläche ist facettiert. Sie haben Längen zwischen 170 mm und 175 mm und Breiten zwischen 150 mm und 152 mm. Ihr Gewicht liegt zwischen 201 g und 204 g. Das Gesamtgewicht der Gegenstände beträgt 1,912 kg. Vier Exemplare waren bei der Auffindung zerbrochen und deformiert worden.